# Jasmine Fleming
Jasmine Fleming (* 5. Januar 2003 in Brisbane) ist eine australische Beachvolleyballspielerin. Sie wurde 2023 australische Meisterin im Sand.

## Karriere
Mit Alisha Stevens erreichte die in der Hauptstadt Queenslands geborene Athletin 2021 eine Viertel- und drei Achtelfinalteilnahmen bei nationalen Turnieren. Mit Jesse Mann stand sie bei den U19 Asian Championships im Halbfinale und beim Wettbewerb der unter Einundzwanzigjährigen auf der untersten Stufe des Treppchens. Mit Kayla Mears wurde sie Fünfte bei der Weltmeisterschaft dieser Altersklasse. Mit Stefanie Fejes, mit der sie 2020 ihr erstes internationales Turnier bestritten hatte und drei Spielzeiten später U21 Asienmeisterin wurde, belegte sie 2021 den geteilten fünften Platz bei der Seniorenmeisterschaft des Kontinents.
Mit Brittany Kendall nahm Fleming im folgenden Jahr an mehreren Futures teil. In die Runde der besten acht Teams kamen die beiden in Coolangatta, Giardini-Naxos, Lecce und Leuven. Nach dem Partnerwechsel zu Georgia Johnson gelang dem Beachpaar am Ende des Jahres die Viertelfinalteilnahme beim Challenge in Torquay und der geteilte neunte Rang beim Elite16 am selben Ort. 2023 wurden sie beim Futures in Helsinki Zweite. Beim gleichwertigen Wettbewerb in Geelong sowie bei der australischen Meisterschaft in Coolangatta Beach standen sie auf der obersten Stufe des Podests. Eine Saison später waren Stockerlplätze bei der Beachserie ihres Heimatlandes sowie beim Futures in Mollymook beachtenswerte Erfolge. Bei den AVC-Open in Nuvali und Songkhla kämpften sich die Australierinnen ins Finale, das sie in der thailändischen Stadt für sich entscheiden konnten.
Ab Mai spielte Fleming mit Jana Milutinovic und erreichte mit ihr bei Futures einmal die Vorschlussrunde und fünf Mal das Viertelfinale. Bestes gemeinsames Resultat des Beachpaares war die Endspielteilnahme beim AVC Open in Taoyuan. Im November bildete Fleming mit Elizabeth Alchin ein Duo. Mit ihr wurde sie zum zweiten Mal Fünfte bei der asiatischen kontinentalen Meisterschaft und Siebte beim Challenge in Chennai. Im folgenden Jahr begann mit einer der Partnerinnen aus Underage-Zeiten eine neue Zusammenarbeit. Mit Stefanie Fejes erreichte sie nach dem fünften Rang bei der kontinentalen Meisterschaft 2021 einen weiteren Höhepunkt ihrer Karriere. Im August 2025 überstanden die Australierinnen beim Challenge in Baden beide Qualifikationsrunden, besiegten im Pool die amtierenden Europameisterinnen Tetjana Lasarenko und Maryna Hladun und konnten nach der Niederlage im zweiten Gruppenspiel gegen ihre Expartnerin und Taliqua Clancy sowohl die Deutschen Lea Sophie Kunst und Janne Uhl in der Runde der 24 als auch die Schwestern aus Österreich Dorina und Ronja Klinger im Achtelfinale eliminieren.